# ЛМ-93
ЛМ-93 (71-132) — российский четырёхосный трамвайный вагон, выпускавшийся на Петербургском трамвайно-механическом заводе с 1993 по 1999 год.
Трамвайные вагоны ЛМ-93 работают в городах:
- Владивостоке
- Нижнем Тагиле (только служебные вагоны)
- Осинниках
- Салавате (только служебный вагон)
- Смоленске
- Уфе

Раннее работали в Архангельске (трамвайное движение закрыто в 2004 г.), Ангарске (часть вагонов передана в Комсомольск-на-Амуре, часть законсервирована и списана), Ульяновске (вагоны списаны в 2009-10 гг.), Казани (вагоны выведены из эксплуатации в марте 2016 г.). Комсомольске-на-Амуре (трамвайное движение закрыто в 2018 году, вагоны законсервированы). Это были первые трамвайные вагоны завода, которые не эксплуатировались в Петербурге.

## История
В связи с уменьшением количества заказов со стороны ГУП «Горэлектротранс» г. Санкт-Петербург, ПТМЗ в начале 90-х XX века начал искать новые рынки сбыта. Сложность состояла в том, что в производстве к тому времени находились только сочлененные вагоны типа ЛВС-86, а большинство трамвайных хозяйств России эксплуатировали лишь четырёхосный подвижной состав. Поскольку вагоны ПТМЗ традиционно оборудовались пневматической системой, основными потребителями рассматривались трамвайные хозяйства, эксплуатировавшие вагоны производства РВЗ. В 1993 под руководством главного конструктора Фокина И. И. на основе трамвайного вагона ЛВС-86К был разработан и построен трамвайный вагон типа 71-132 (ЛМ-93).
Вагоны несколько отличались от своих предшественников. Каркас кузова ЛМ-93 был выполнен из профилей коробчатого сечения. Это позволило обеспечить повышенную прочность кузова. Вход в кабину водителя выполнили отдельным от салона, через половину передней двери. Вагон оборудовали улучшенными мостовыми тележками с гидравлическими гасителями колебаний. В салоне за кабиной водителя смонтировали шкаф с электрооборудованием.

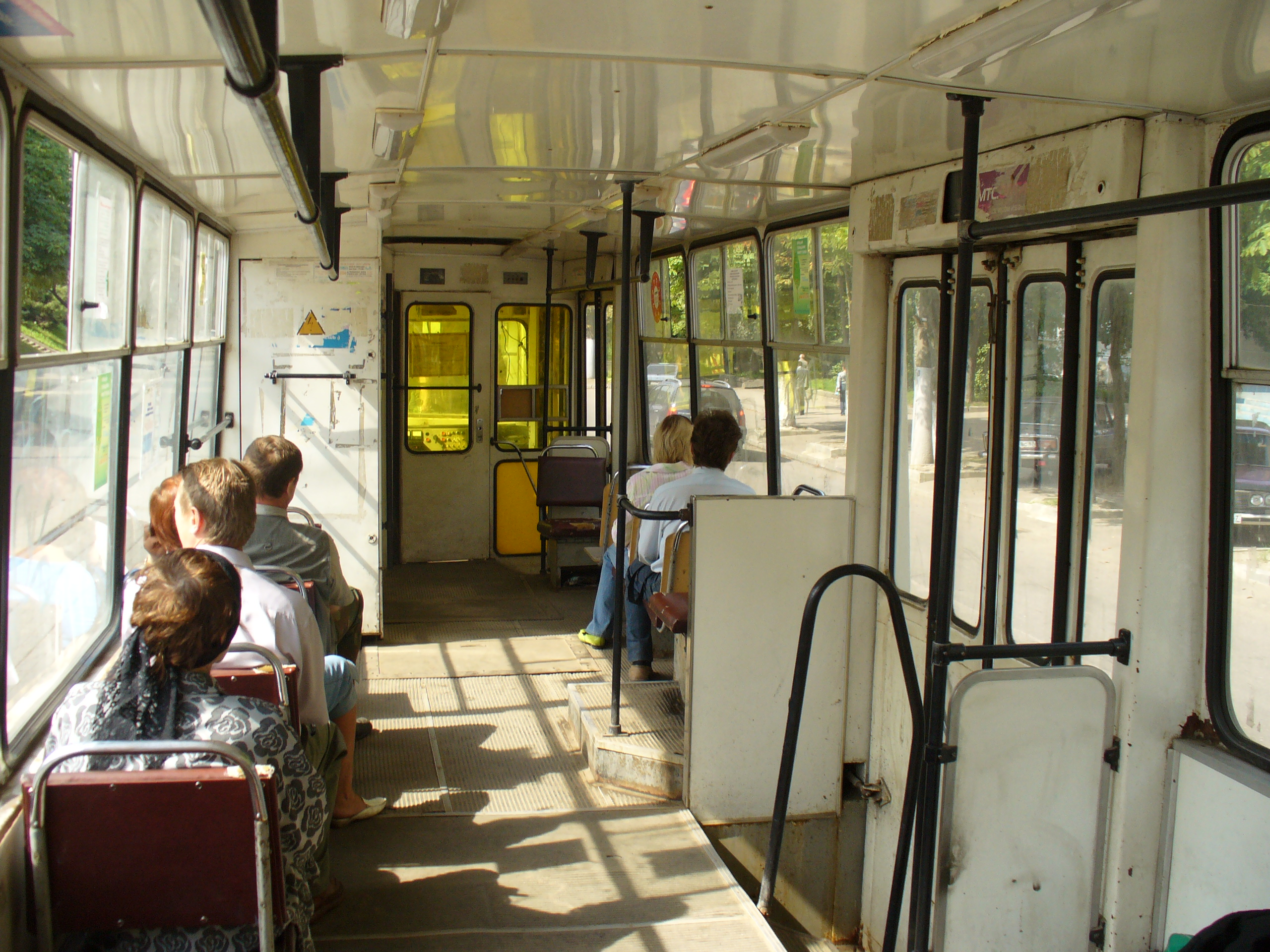
Салон вагона ЛМ-93

Первые два вагона были отправлены в Комсомольск-на-Амуре. В течение 1993—1996 было построено 68 таких вагонов. Вагоны с заводскими номерами 020—023 и 059 были собраны из машинокомплектов в Комсомольске-на-Амуре на авиационном заводе. В Архангельске, Осинниках и Владивостоке вместо штатных пантографов были установлены токоприемники бугельного типа. В других городах четырёхплечие пантографы заменили на двухплечие производства УКВЗ.
В 1998 году были построены усовершенствованные вагоны ЛМ-93. Мотор-генератор заменили статическим преобразователем типа БПН с одновременным выносом его на крышу вагона. Освещение салона вместо ламп накаливания выполнили люминесцентным. Снаружи вдоль вагона под окнами и по верху фальшбортов пропустили рифленые молдинги. Крышевое оборудование скрыли декоративными металлическими фальшбортами. Применили прямоугольные плафоны световых сигналов. С вагона зав. № 072 пусковые и тормозные реостаты вынесли из-под пола на крышу вагона. Производство модернизированных ЛМ-93 было прекращено в начале 2000 года в пользу новой модели — ЛМ-99.

## Технические подробности

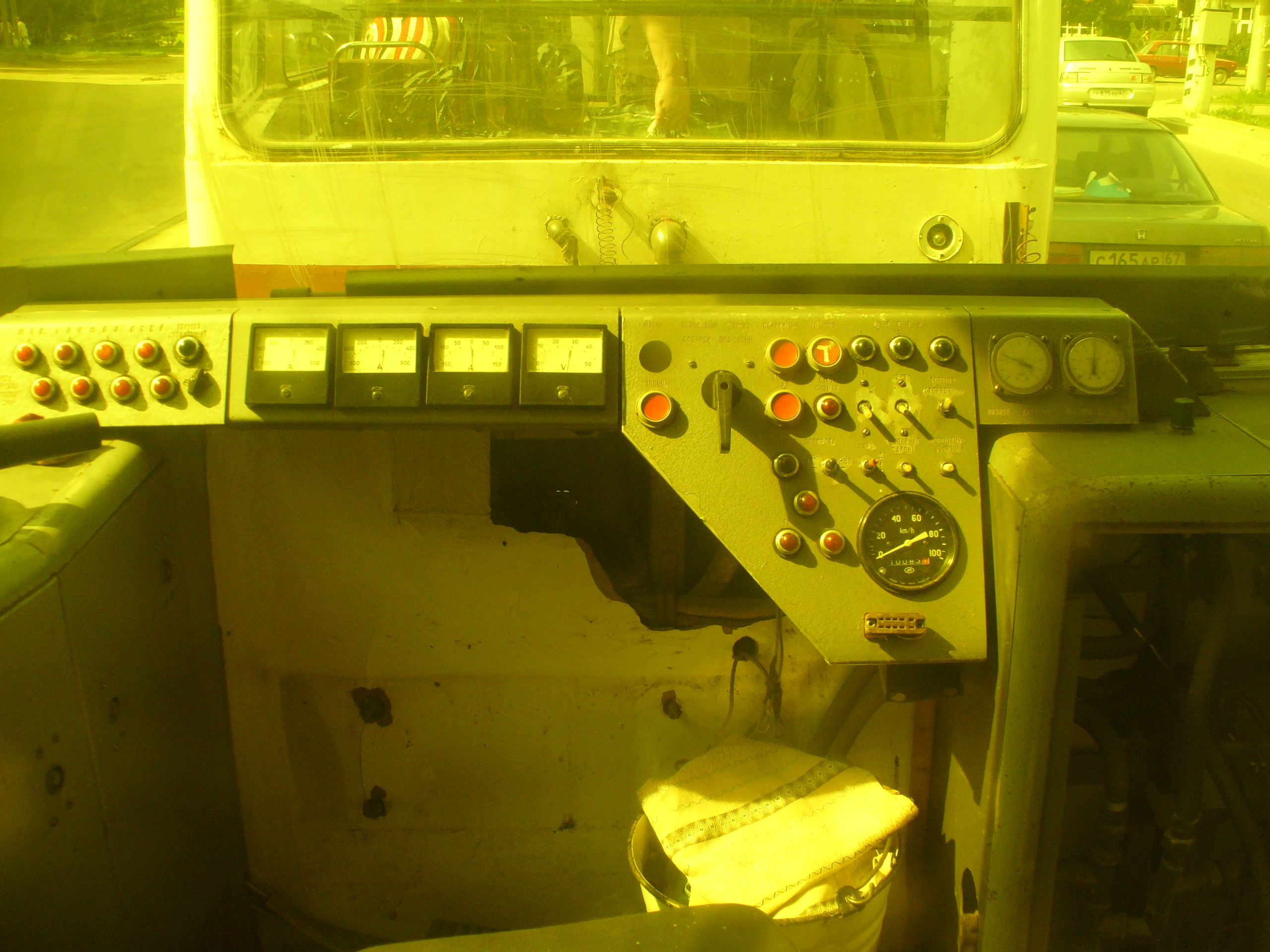
Пульт управления в Смоленском вагоне ЛМ-93

Кузов трамвая ЛМ-93 отличается от кузова ЛМ-68М усиленной рамой и отдельным входом в кабину с улицы. По пневмо- и электрооборудованию а также по вместимости вагоны идентичны.